# Ctenophryne
Ctenophryne es un género de anfibios anuros de la familia Microhylidae. Sus especies se distribuyen por la mayor parte del norte de Sudamérica (Surinam, Guayana Francesa, Guayana, noroeste de Colombia y de Ecuador, y sur de Centroamérica (Costa Rica y Panamá).

## Especies
Se reconocen las 6 especies siguientes según ASW:
- Ctenophryne aequatorialis (Peracca, 1904)
- Ctenophryne aterrima (Günther, 1901)
- Ctenophryne barbatula (Lehr & Trueb, 2007)
- Ctenophryne carpish (Lehr, Rodriguez, & Córdova, 2002)
- Ctenophryne geayi Mocquard, 1904
- Ctenophryne minor Zweifel & Myers, 1989